# Bernhard Hakelier

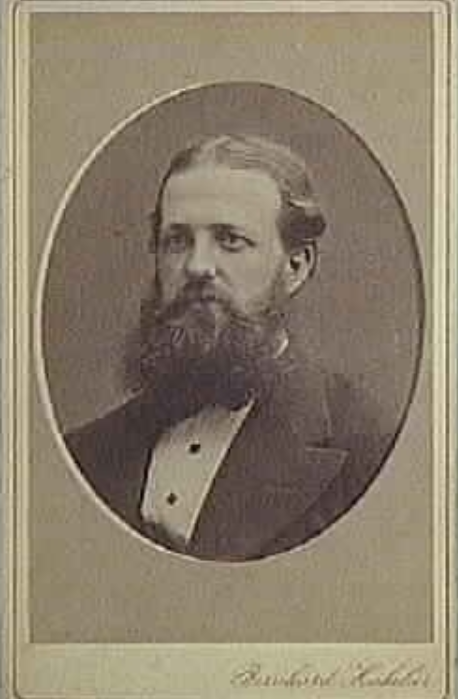
Bernhard Hakelier, Kunglig hovfotograf i Örebro.

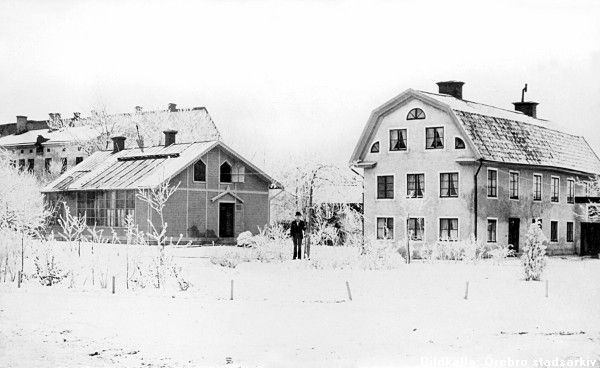
Bernhard Hakeliers fotografiska ateljé på Fabriksgatan 9 i Örebro (Söder 130 C). Ateljén låg i det låga huset till vänster, foto från 1880-talet. Örebro stadsarkiv, okänd fotograf.

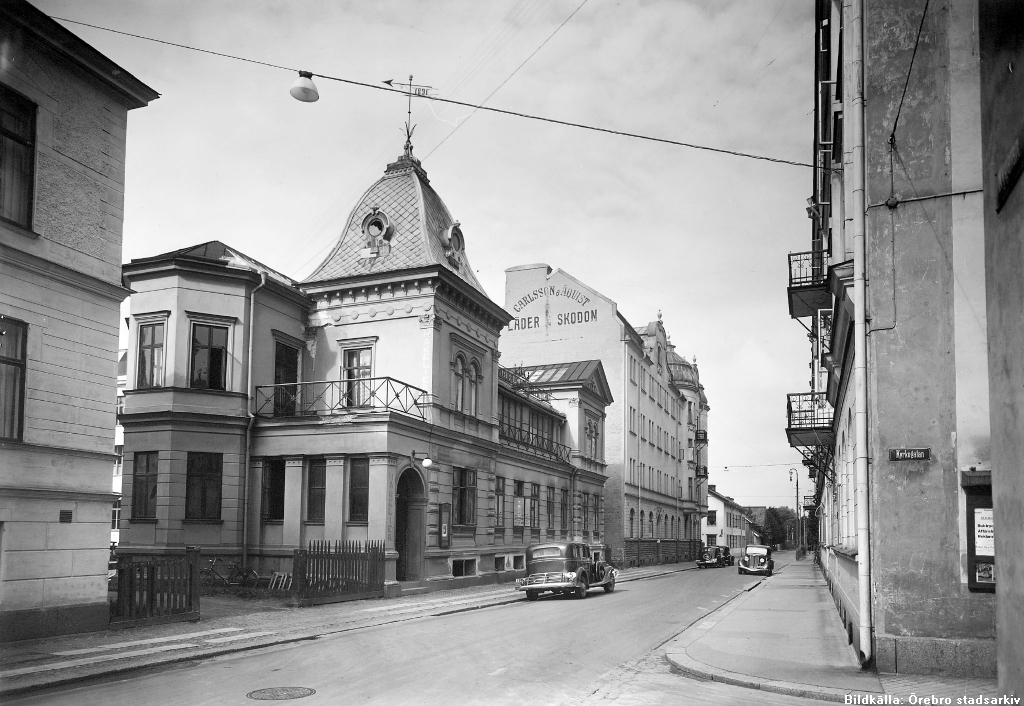
Ateljén på Nygatan 18, foto från 1930-talet. Örebro stadsarkiv, fotograf Walfrid Carlsson.

Bernhard Jakob Hakelier, född 9 september 1848 i Kurland, Lettland, död 30 mars 1910 i Örebro, var en svensk fotograf. 
Bernhard Hakelier var född i Lettland och rysk medborgare. Hakelier kom till Örebro år 1871 dit han flyttade in. Han övertog samma år den fotoateljé på Köpmangatan 21, som brodern Oscar Hakelier hade etablerat 1868, men brodern emigrerade till Amerika 1871. Bernhard Hakeliers första ateljé låg på Hedins gård. På 1880-talet var han verksam på före detta Svante Falks gård (stadsfiskalen "Falkens gård") på Nygatan 130 C på Söder i Örebro, nu motsvarande Fabriksgatan 9. Den byggnaden brann ner den 22 november 1890. Då förstördes mellan 80 000 och 90 000 glasplåtar. Året därpå, 1891, byggde Hakelier en fastighet på Nygatan 18 och han hade även en filial i Karlskoga. Förutom porträttfotografi ägnade sig Hakelier även åt landskapsfotografi.
Bernhard Hakelier fotograferade porträtt, landskap och stadsmiljöer. År 1880 utnämndes Hakelier till Kunglig hovfotograf av Oscar II. Han avled i sin ateljé den 30 mars 1910. Efter Hakeliers död 1910 drevs ateljén vidare av sonen Ragnar. Så småningom etablerade sonen Ragnar ateljén på en ny adress på Drottninggatan 14.

## Familjeförhållanden
Hakelier gifte sig den 30 december 1872 med Berta Maria Falck (född 1852) och de fick barnen Signe Bernhardina (född 1877), Vega Maria (född 1880), Karl Ragnar (född 1881), som senare övertog ateljén, och Nils Jakob (född 1884) som också blev fotograf.

## Bilder med fotografier av Bernhard Hakelier

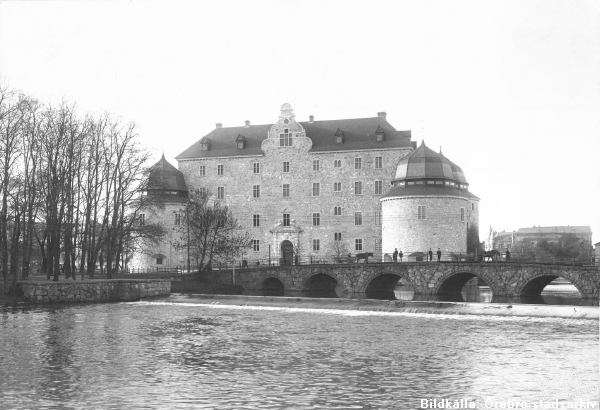
Kanslibron och Örebro slott
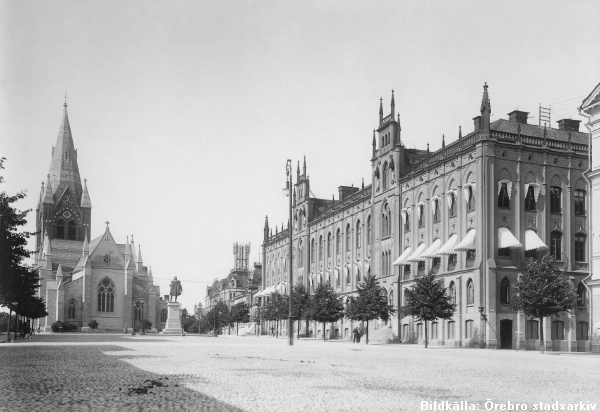
Nikolaikyrkan och Örebro rådhus
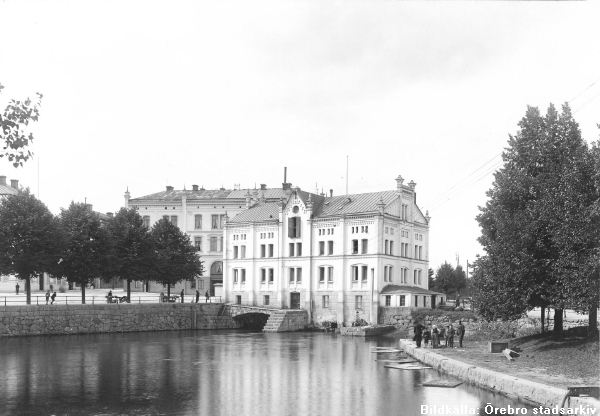
Örebro kvarn
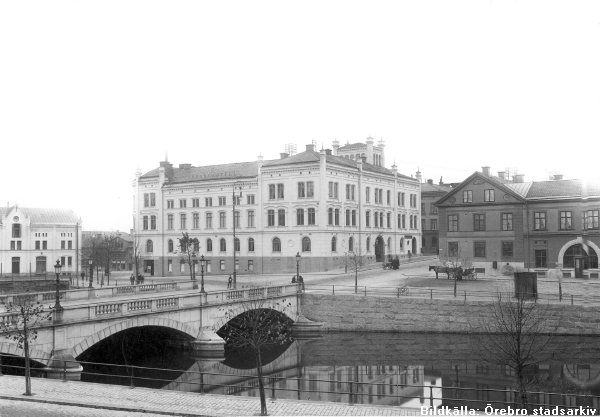
Örebro kvarn, Storbron, Stora hotellet och Fenixhuset
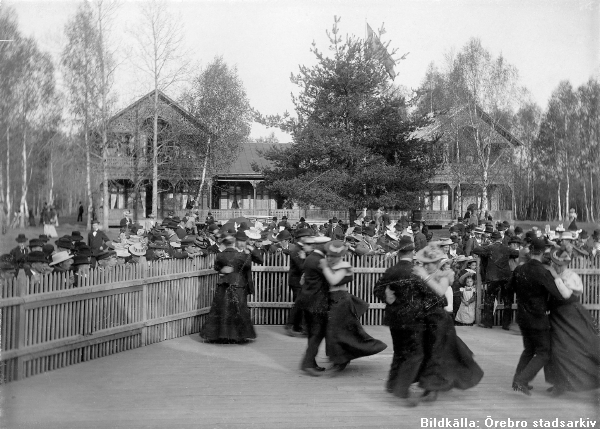
Strömsnäs
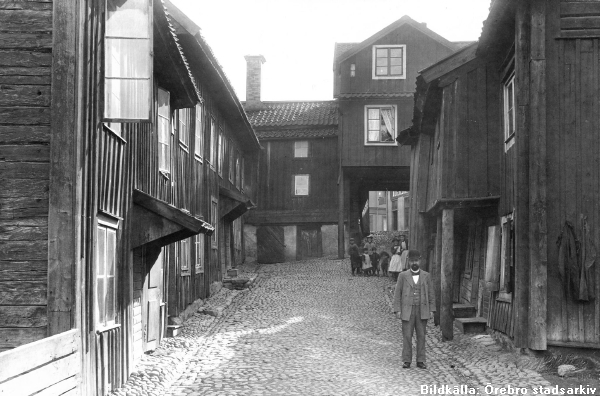
Från gamla Söder
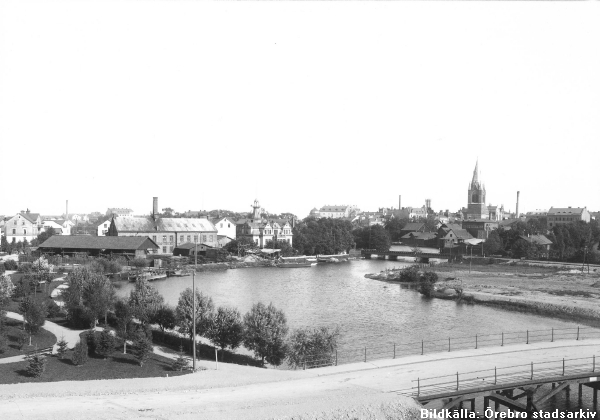
Hagaparken och Hagabron
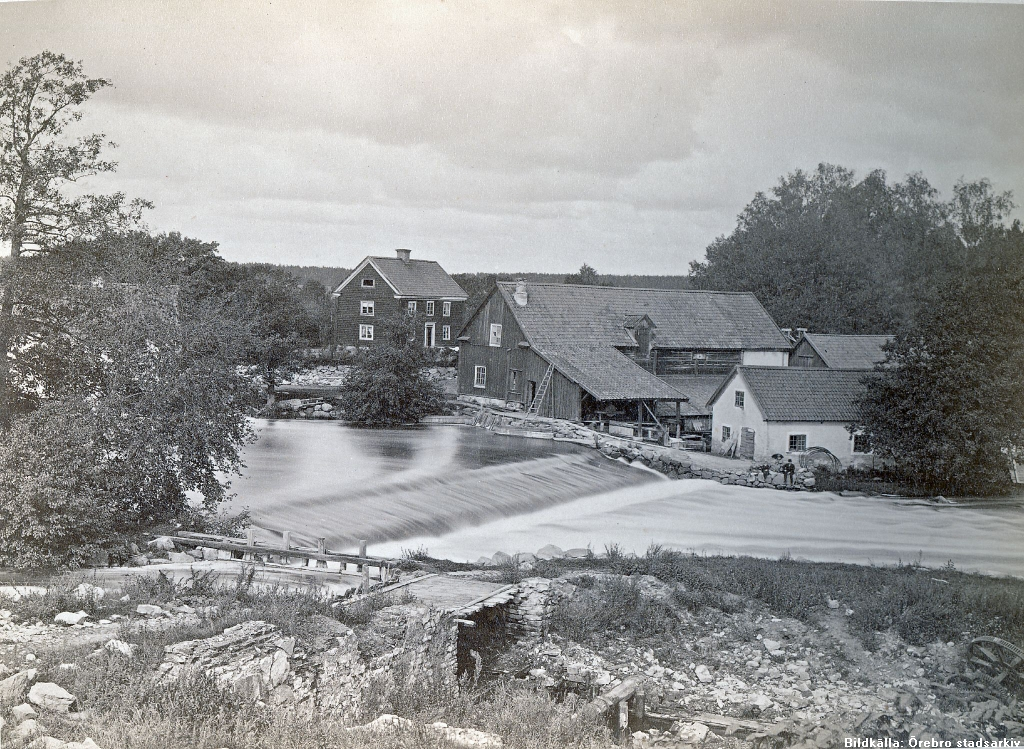
Norra kvarnen i Karlslund